# Wes Gallagher
Pour les articles homonymes, voir Gallagher.
James Wesley Gallagher (6 octobre 1911 dans le comté de San Francisco - 11 octobre 1997 à Santa Barbara) est un journaliste et patron de presse américain. De 1962 à 1976, il a été directeur général d’Associated Press, en particulier pendant les onze années de la guerre du Viêt Nam.

## Biographie
Diplômé d’une école de journalisme en 1936, il devient très vite journaliste au service de l'Associated Press en 1937 et couvre la Seconde Guerre mondiale sur les fronts européens, dans 16 pays différents, avec l’exclusivité du débarquement des alliés en Afrique du Nord puis de la rencontre entre Winston Churchill et Franklin Roosevelt à Casablanca. Il couvre ensuite le procès de Nuremberg après la guerre.
Il s’est fait connaître pour le soutien matériel et moral apporté à ses reporters pendant la guerre du Viêt Nam, où il souhaite publiquement que l’AP soit moins passive qu’avant et plus engagée dans la recherche de l’information.
En 1962, il est nommé directeur général d’Associated Press.
Il a en particulier pris ses distances avec les measures « de sécurité » réclamées par la hiérarchie militaire américaine en 1965 pour encadrer le travail des journalistes sur le terrain.
En 1972, il est nommé président d'AP, poste qu'il occupe jusqu'en 1976, âge de sa retraite obligatoire.
Au début de l'année 1975, il lança un avertissement aux membres de la profession en soulignant que « la presse devient de plus en plus mal vue du public ».